# Монтелеоне-ді-Пулья
Монтелеоне-ді-Пулья (італ. Monteleone di Puglia) — муніципалітет в Італії, у регіоні Апулія,  провінція Фоджа.
Монтелеоне-ді-Пулья розташоване на відстані близько 250 км на схід від Рима, 135 км на захід від Барі, 45 км на південний захід від Фоджі.
Населення — 1038 осіб (2014).
Щорічний фестиваль відбувається 16 серпня. Покровитель — святий Рох.

## Демографія
Населення за роками:

Станом на 1 січня 2023 року в муніципалітеті офіційно проживав 61 іноземець з 18 країн, серед них 5 громадян країн Євросоюзу.

## Сусідні муніципалітети
- Аккадія
- Анцано-ді-Пулья
- Аріано-Ірпіно
- Панні
- Сан-Соссіо-Баронія
- Сант'Агата-ді-Пулья
- Савіньяно-Ірпіно
- Цунголі